# 501e légion

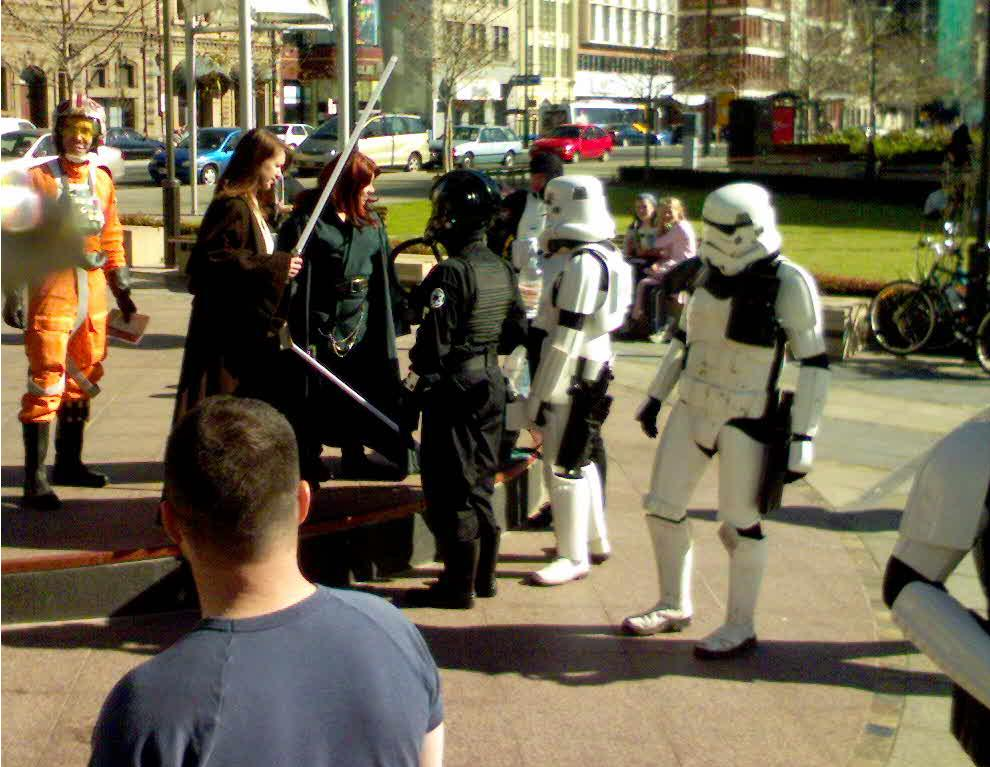
Des membres de la en déplacement à Adélaïde (Australie)

La 501e légion est une unité militaire de la République, puis de l'Empire galactique dans Star Wars, ainsi qu'un club de fans de la saga consacré au cosplay. Créé par Albin Johnson et Tom Crews en 1997, le groupe affichait 4 000 membres en 2008, faisant de lui le plus grand groupe costumé de fans de l'univers de Star Wars (record officialisé par le Guinness Book 2008) et en 2021, la Légion compte plus de 14 000 membres actifs (nouveau record dans le Guinness Book 2020). Les membres de la 501e se produisent généralement lors de conventions de science-fiction, de manifestations de charité et surtout participent à des visites dans les hôpitaux auprès d'enfants malades, parfois à la demande du service des relations avec les fans de Lucasfilm.
Elle est également surnommée « le Poing de Vador ». Dans la réalité, son commandant d'honneur est David Prowse, l'acteur qui jouait le rôle de Dark Vador dans la trilogie originale (Un Nouvel Espoir, L'Empire contre-attaque et Le Retour du Jedi). Initialement restreinte aux membres costumés en stormtroopers, unités d'assaut de l'empire galactique en armure blanche, le groupe s'ouvre par la suite aux soldats les plus variés (clones notamment), ainsi qu'aux costumes de seigneurs Sith, aux chasseurs de primes et autres méchants de la série.

## Dans la réalité
Le principe fondateur du groupe est la création et le port de répliques fidèles d'armures des troupes d'assaut impériales et républicaines et, plus généralement, d'uniformes et costumes de l'univers de Star Wars.
En 2007, la 501e légion est invitée à participer à la célèbre Roses Parade de Pasadena par Lucasfilm Limited pour l'anniversaire des 30 ans de Star Wars. Des centaines de membres de la 501e marchent sur cette avenue longue de 8,850 km et il y a des participants de plus de 60 garnisons et de tous les pays dans le monde. 
En 2019, par manque de figurants et de cascadeurs, des membres de la 501e légion sont invités à interpréter des stormtroopers dans la série The Mandalorian, notamment dans les septième et huitième épisodes de la première saison et cette invitation est à nouveau lancée pour l'épisode 5 de la série Obi-Wan Kenobi, où ils apparaissent en nombre.

## Dans l'univers Star Wars

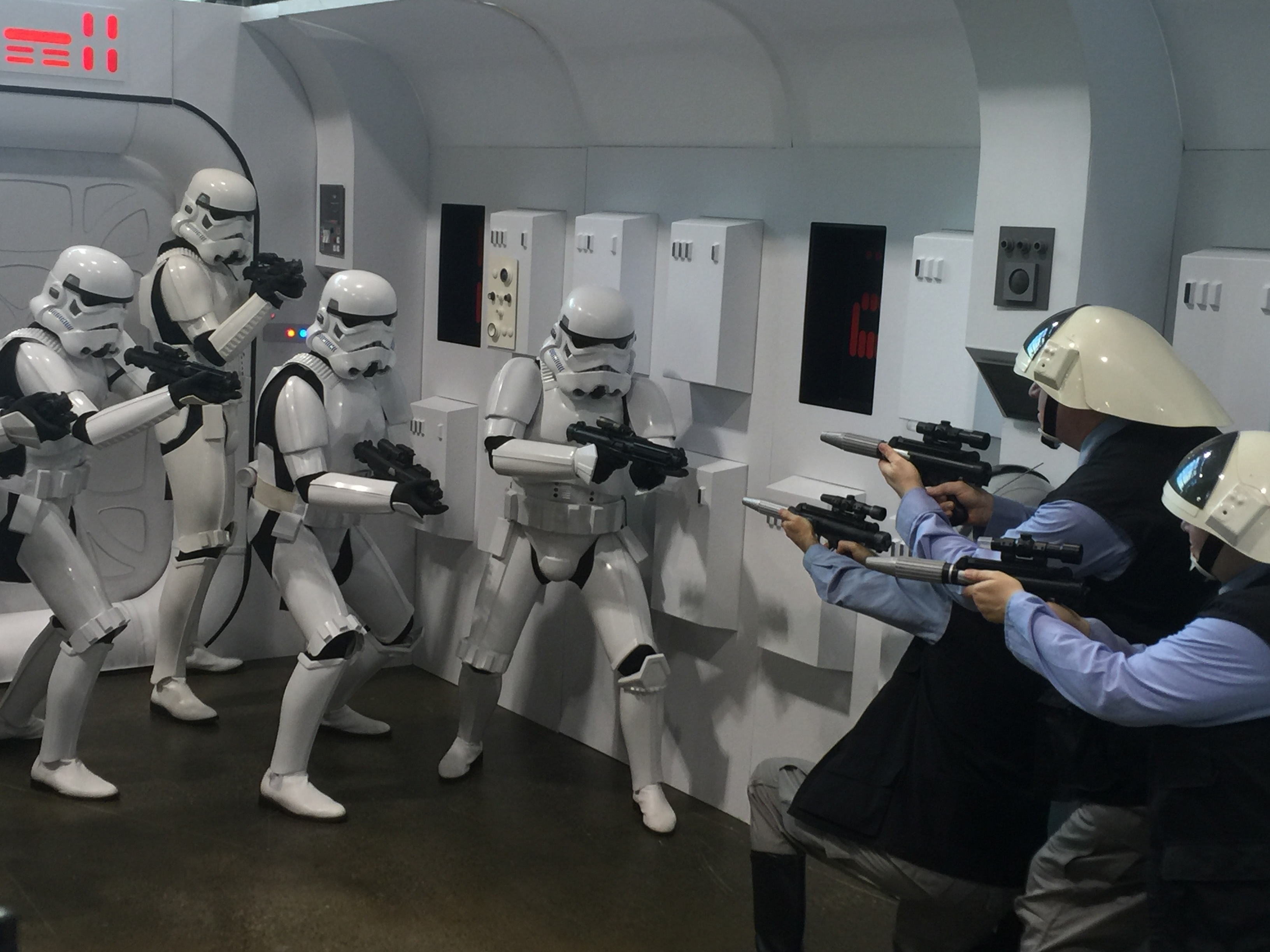
Reconstitution en 2016 de la bataille à bord du Tantive IV dans l'épisode IV de la saga

Sa notoriété mondiale lui vaut de donner son nom à une unité de soldats clones (devenus ensuite stormtroopers) créée lors de la production de l'épisode III : La Revanche des Sith en 2005, pour servir Dark Vador, et elle aussi surnommée le « Poing de Vador ». Dans l'univers Star Wars, sa mission la plus célèbre est la destruction du Temple Jedi de Coruscant mais par la suite elle se distingue sur de nombreux lieux de combats. Ses victoires la font redouter des adversaires de l'Empire. 
Dans le jeu Star Wars: Battlefront II de 2005, on peut diriger un vétéran de cette légion. Bien qu'il soit semblable aux autres, il semble plus habile et intelligent que les autres. C'est lui qui nous raconte l'histoire de la 501e (le journal de la 501e). Il est le seul clone encore présent dans l'armée impériale dans l'épisode VI, les autres ayant été remplacés par des soldats non clones. Il est prétendu mort lors de l'explosion de l'Étoile de la Mort à la fin de l'épisode VI, mais sa mort n'est pas officielle, ce qui laisse à penser qu'il aurait pu survivre.
Dans la série Star Wars : The Clone Wars, débutée en 2008, une partie importante des arcs narratifs des différentes saisons met en scène le parcours des différents clones de la 501e légion, et en particulier leur officier, le capitaine puis commandant Rex et les généraux Jedi Anakin Skywalker et Ahsoka Tano.
La 501e légion devient ainsi l'une des unités militaires de Star Wars les plus connues de la saga.

#### Sur l'association
- (en) 501st Legion : Vader's Fist : le site officiel
- 501st French Garrison : le site officiel de l'association française
- 501st FanWars Garrison - South Belgium : le site officiel de l'association belge francophone
- 501st Garnison Forteresse Impériale: le site officiel de l'association québécoise.
- 501st Luxembourg Garrison : le site officiel de l'association luxembourgeoise.
- (en) 501st Legion Roses Parade 2007 : images de la parade de 2007 à Pasadena.

#### Sur l'unité militaire de Star Wars
- (en) 501st Legion sur Starwars Databank
- (en) 501st Legion sur Star Wars Fandom
- 501e Légion sur Star Wars Holonet